# Volledig (topologie)
Een metrische ruimte heet volledig als elke cauchyrij convergeert, dat wil zeggen een limiet heeft binnen de metrische ruimte. 

## Voorbeelden
De verzameling der reële getallen is volledig met de natuurlijke metriek. Ook het reële vlak en algemener de reële n-dimensionale ruimte zijn volledig voor de gewone, Euclidische afstand.
Elke gesloten deelverzameling van een volledige metrische ruimte is op haar beurt volledig (bijvoorbeeld: de niet-negatieve reële getallen, en het gesloten interval [0,1]).
De verzameling der breuken (rationale getallen) is niet volledig voor de natuurlijke metriek {\displaystyle d(x,y)=|x-y|.} Zo vormen de opeenvolgende decimale benaderingen van het irrationale getal {\displaystyle {\sqrt {2}}} een cauchyrij zonder rationale limiet:
1
1,41
1,414
1,4142
1,41421
enz.
De "limiet" zou de vierkantswortel van 2 moeten zijn, maar dat is geen rationaal getal. En geen enkel rationaal getal is limiet van deze rij.

## Vervollediging
Als een metrische ruimte niet volledig is, bestaat er een natuurlijk procedé om een "grotere" volledige ruimte te construeren, waarin de oorspronkelijke ruimte isometrisch ingebed kan worden. Deze grotere volledige ruimt bestaat uit de equivalentieklassen van cauchyrijen, waarbij twee rijen equivalent zijn als hun verschil naar 0 convergeert. Op deze wijze kan men de verzameling der reële getallen definiëren als de vervollediging van de breuken (met hun natuurlijke afstandsfunctie).
Er bestaan enkele niet-standaard afstandsfuncties op de rationale getallen, waaruit
alternatieve vervolledigingen ontstaan. Deze staan bekend onder de naam p-adische getallen.

## Categoriestelling van Baire
Een belangrijke eigenschap van volledige metrische ruimten wordt gegeven door de categoriestelling van Baire:
Een volledige metrische ruimte kan niet worden geschreven als aftelbare vereniging van deelverzamelingen waarvan de afsluiting een leeg inwendige heeft.

## Volledige topologische vectorruimte
In de functionaalanalyse wordt het begrip Cauchyrij veralgemeend tot willekeurige topologische vectorruimten. De definitie van volledigheid gaat onverminderd door. Als de topologie afkomstig is van een translatie-invariante metriek, dan vallen de "metrische" en "topologische" definitie samen.

### Voorbeeld
Laurent Schwartz definieerde de ruimte {\displaystyle {\mathcal {D}}} der testfuncties als de vectorruimte der onbeperkt continue differentieerbare complexwaardige functies op {\displaystyle \mathbb {R} ^{n}} met compacte drager, dat wil zeggen die nul zijn buiten een begrensd gebied. Hij rustte deze ruimte uit met een bijzondere topologische structuur die niet afkomstig is van een translatie-invariante metriek, maar waarin nog steeds alle Cauchyrijen convergeren.
Hij definieerde de distributies als de verzameling continue lineaire functionalen op {\displaystyle {\mathcal {D}}}.